# Auguste Naets
Albert Henri Auguste Naets, né le 19 novembre 1844 à Booischot et décédé le 22 mai 1928 à Westerlo fut un homme politique catholique belge.
Naets fut superviseur des vicinaux (1881-1902), juge de paix suppléant (1886), docteur en médecine (Université catholique de Louvain).
Il fut élu conseiller provincial de la province d'Anvers (1879-82; 1893-1912), conseiller communal à Westerlo (1909-21) puis sénateur de l'arrondissement de Malines-Turnhout (1912-1919).
Il fut décoré de la Croix civique d'ancienneté 1re classe- croix d'or, médaille commémorative du règne de Léopold II, officier de l'ordre de Léopold.

## Généalogie
- Il fut fils de Bernardus (+1869) et Joanna Willems.
- Il épousa en 1883 Alice Walravens (1859-?).
- Ils eurent trois fils: Edmond (1889-?), Gabriel (1886-1958) et Maurice (1887-1959).

## Sources
- Bio sur ODIS